# ژان دووال
ژان دووال (فرانسوی: Jeanne Duval‎؛ زادهٔ حدود ۱۸۲۰ – درگذشتهٔ حدود ۱۸۶۲) بازیگر، رقصنده و معشوقه شاعر مشهور شارل بودلر بود. او به عنوان یکی از تأثیرگذارترین زنان در زندگی و آثار بودلر شناخته می‌شود و الهام‌بخش بسیاری از اشعار مجموعهٔ معروف گل‌های شر بود.

## اوایل زندگی و پیشینه
ژان دووال در هائیتی متولد شد و در جوانی به فرانسه مهاجرت کرد. او در پاریس به عنوان بازیگر و رقصنده فعالیت داشت و در محافل هنری و ادبی آن زمان حضور پیدا کرد. او به سرعت توجه شارل بودلر، شاعر برجستهٔ سمبولیسم، را به خود جلب کرد و رابطه‌ای عاشقانه و پر فراز و نشیب میان آن‌ها شکل گرفت.

## رابطه با شارل بودلر
رابطهٔ ژان دووال و شارل بودلر یکی از جنجالی‌ترین و تأثیرگذارترین روابط عاشقانهٔ ادبیات فرانسه بود. او که زنی با اصالت کریول و چهره‌ای متفاوت از استانداردهای زیبایی آن دوره بود، الهام‌بخش اشعار فراوانی در گل‌های شر شد. بودلر او را به عنوان «ونوس سیاه» توصیف می‌کرد و اشعاری چون «موهای معطر» را تحت تأثیر زیبایی و شخصیت او سرود.

## تأثیر و میراث
- الهام‌بخش بسیاری از اشعار مجموعهٔ گل‌های شر
- یکی از مهم‌ترین شخصیت‌های تأثیرگذار در زندگی و آثار شارل بودلر
- نمادی از زیبایی غیرمتعارف در ادبیات سمبولیسم

## سال‌های پایانی و میراث
ژان دووال در سال‌های پایانی زندگی با مشکلات مالی و سلامتی مواجه شد. تاریخ دقیق درگذشت او نامشخص است، اما گمان می‌رود که او حدود سال ۱۸۶۲ از دنیا رفته باشد. با این حال، نام و تصویر او همچنان در ادبیات و تاریخ هنر زنده است و به عنوان یکی از زنان تأثیرگذار در شعر مدرن شناخته می‌شود.